# Victoria Starmer
Victoria Starmer, född Alexander 1973 eller 1974, är en brittisk företagshälsovårdsadministratör och före detta advokat. Hon är hustru till Keir Starmer, som har varit Storbritanniens premiärminister sedan 2024 och ledare för Labourpartiet sedan 2020.
Hon föddes i London och studerade juridik och sociologi vid Cardiff University, där hon var ordförande för studentkåren. Hon har varit anhängare av Labourpartiet åtminstone sedan studenttiden. Efter att ha utbildat sig till advokat arbetade hon på advokatbyrån Hodge Jones & Allen, med fokus på fall relaterade till gatubrottslighet. Senare gick hon över till företagshälsovården och arbetade inom National Health Service (NHS).
Starmer gifte sig med sin man Keir Starmer 2007. Paret har två barn. Efter att hennes make blev premiärminister rapporterades det att Starmer förväntades hålla en relativt låg profil och enligt uppgift kommer hon att fortsätta i sin roll inom NHS.

## Uppväxt och karriär
Starmer föddes som Victoria Alexander antingen 1973 eller 1974 i London. Tillsammans med en äldre syster växte hon upp i Gospel Oak i London. Hennes far Bernard, en ekonomilärare och auktoriserad revisor, föddes 1929 i en polsk-judisk familj som emigrerade till Storbritannien före andra världskriget, medan hennes mor, Barbara (död 2020), var en samhällsläkare inom National Health Service som konverterade till judendomen när hon gifte sig.
Victoria Alexander utbildades vid Channing School i Highgate, London, och studerade senare juridik och sociologi vid Cardiff University, där hon var ordförande för studentkåren. Efter att ha tagit examen från universitetet utbildade sig Alexander till advokat och arbetade för advokatbyrån Hodge Jones & Allen, som specialiserade sig på gatubrottslighet. Någon gång efter sitt giftermål slutade hon att arbeta som advokat och började arbeta med företagshälsovård inom NHS.

## Privatliv

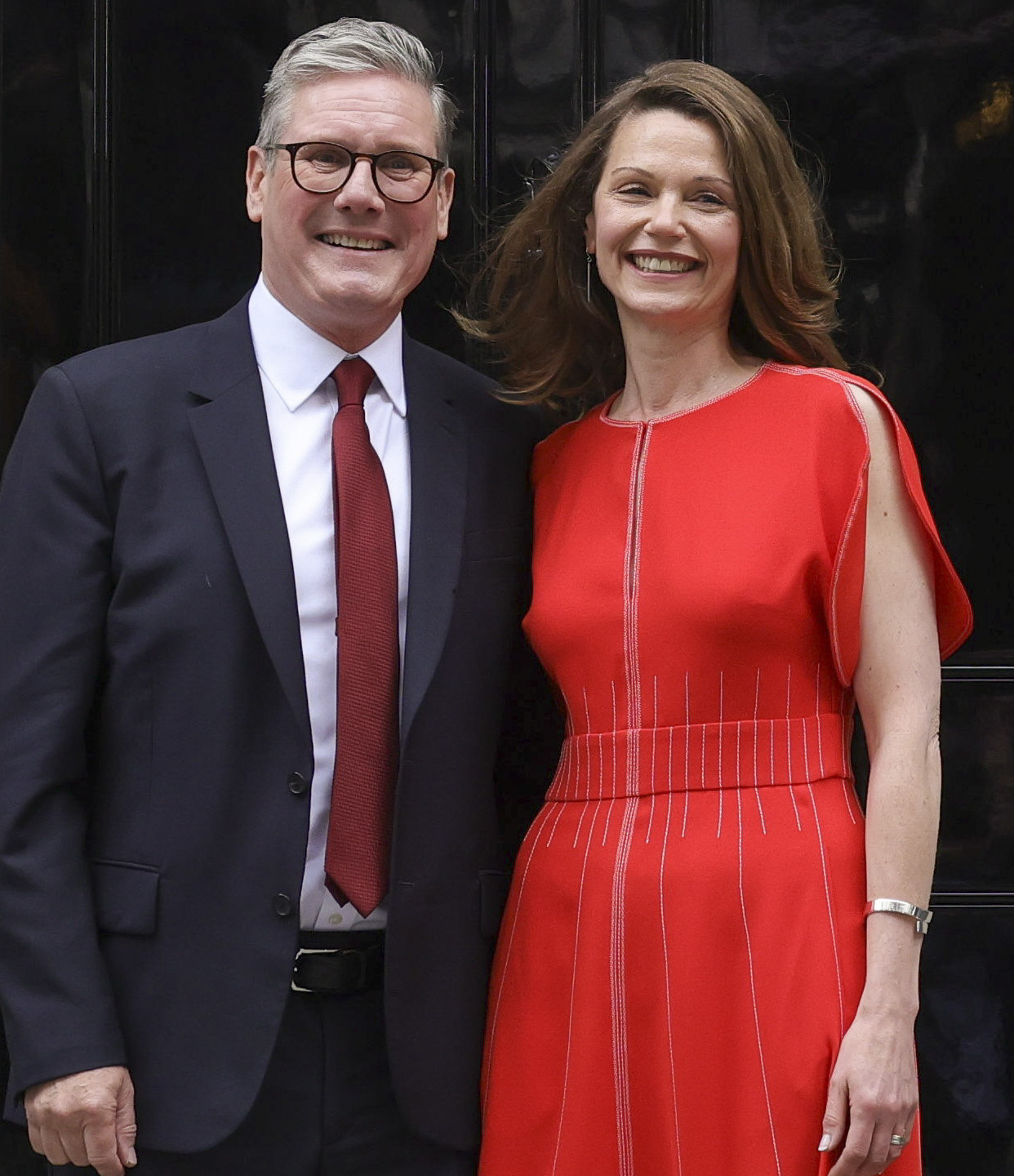
Victoria och Keir Starmer utanför 10 Downing Street, efter den senares utnämning till premiärminister

Alexander träffade Keir Starmer, som då var advokat vid Doughty Street Chambers, när han arbetade med samma fall. Paret förlovade sig 2004 och gifte sig den 6 maj 2007 på Fennes Estate, strax norr om Bocking, Essex.
Paret har två barn: en son (född 2008) och en dotter (född 2010); båda uppfostras i sin mors judiska arv och kultur.  Familjen firar sabbat och är medlemmar i den liberala judiska synagogan i norra London.
Starmer är vegetarian. Innan familjen flyttade till 10 Downing Street bodde de i Kentish Town i norra London.
Starmer har stött Labourpartiet åtminstone sedan sin studietid, och protesterade särskilt mot konservativa partiets utbildningsreformer när hon var utbildnings- och välfärdsansvarig vid Cardiff University 1993. Trots detta höll hon en relativt låg profil under valet 2024 och valde att inte synas under kampanjen. Hon gjorde dock framträdanden vid Labours evenemang och statsbanketter som hölls under kampanjen.

## Starmers ministär
Efter Labours jordskredsseger i valet 2024 följde Starmer med sin make till Buckingham Palace för att kung Charles III skulle utse honom till premiärminister, och efterträda den avgående konservativa premiärministern Rishi Sunak. Hon följde därefter med sin make till 10 Downing Street, där han höll sitt första tal som premiärminister. Hon kommer enligt uppgift att fortsätta i sin roll vid NHS och förväntas hålla en relativt låg profil.
The Daily Telegraph rapporterade i september 2024 att Starmer hade accepterat två gratisbiljetter för att delta i en The Eras Tour-konsert med den amerikanska sångerskan Taylor Swift på Wembley Stadium tidigare samma år. Samma månad anklagades hennes man för att ha brutit mot parlamentets regler genom att inte deklarera kläder till ett värde av 5 000 pund som köpts åt henne av Labour-donatorn Waheed Alli, baron Alli. Donationerna, som inkluderade en personlig shopper och klädändringar, sades ha skett både före och efter det allmänna valet.
I april 2025 deltog Starmer i begravningen av påven Franciskus i Vatikanstaten tillsammans med sin make.

### Böcker
- Baldwin, Tom (2024). Keir Starmer: The Biography. HarperCollins. ISBN 978-0008661021

### Artiklar
- Frizzell, Nell (5 July 2024), ”Could Victoria Starmer's tenure in Downing Street change the role of political wives forever?”, Vogue, https://www.vogue.com/article/could-victoria-starmer-change-the-role-of-political-wives
- Addley, Esther (12 July 2024). ”'She wants to get on with her life': Victoria Starmer intends to do things differently”. The Guardian. https://www.theguardian.com/politics/article/2024/jul/12/she-wants-to-get-on-with-her-life-victoria-starmer-intends-to-do-things-differently.